# Said Ahmed Said
Said Ahmed Said (Kumasi, 20. travnja 1993.) je naturalizirani talijanski nogometaš ganskog porijekla koji trenutačno igra za tuzlansku Slobodu.

## Karijera
Za Hajduk je debitirao u utakmici drugog pretkola Europske lige protiv rumunjskog CSMS Iașija odigravši zadnje 22 minute dvoboja. Ujedno je u toj utakmici zabio i svoj prvi pogodak za Hajduk, duboko u sudačkoj nadoknadi, u 94. minuti, je pogodio za konačnih 2:2.
Nakon što je u prvoj probnoj sezoni zadovoljio apetite Hajdukove struke, u klubu su aktivirali opciju produženja ugovora na još tri godine, do 2020. godine.
Prvi hat-trick u karijeri postiže 20. kolovoza 2017. godine u susretu šestog kola 1. HNL 2017./18. protiv Rudeša, u pobjedi Hajduka od 4:0.
Nakon 3 godine u Splitu, Said potpisuje za Rio Ave.

## Vanjske poveznice
- Profil na Transfermarktu
- Profil na Soccerwayu